# Casa del Cerro
La Casa del cerro o Chalet Wulff es un edificio ubicado en la calzada industria sin número, al oeste del centro histórico de la ciudad de Torreón, en el estado de Coahuila, México  y fue construida a principios del siglo XX en estilo ecléctico por el arquitecto Federico Wulff. Es una de las construcciones más antiguas y emblemáticas de la ciudad de Torreón y desde 1994 alberga al Museo Histórico de la Ciudad.

## Historia
Federico Wulff Olivarri nació en San Antonio Texas en 1856, fue hijo de Anton Frederick Wulff y María Guadalupe Olivarri, de origen Alemán y Español respectivamente. En 1871 fue enviado a estudiar a Universidad de Hannover donde obtuvo su título de Ingeniero Civil y Arquitecto. A su regreso en 1876 a los Estados Unidos se dedicó al diseño de puentes.
En 1887 fue invitado por el Sr. Andrés Eppen Ashenborn para participar en un importante proyecto inmobiliario en el rancho de Torreón, el Sr. Eppen había adquirido la hacienda de San Antonio del Coyote y sus Anexos, y planeaba fraccionarlas para crear un centro de población junto a la estación del Ferrocarril Central Mexicano, que había llegado a la zona en 1883 y se esperaba para 1888 la llegada del Ferrocarril Internacional Mexicano. El ingeniero Wulff comenzó la traza del nuevo fraccionamiento y en enero de 1888 comenzó la venta de los terrenos. El señor Epen ordenó la construcción de un mercado y una plaza de armas en las manzanas 32 y 34.  
En 1901 el ingeniero Wulff compró los terrenos de una escarpada colina frente a la estación del ferrocarril con el fin de construir una casa para su familia de 7 integrantes. Realizó excavaciones y construyó una noria para buscar agua potable, sin embargo sólo encontró solo agua salitrosa la cual posteriormente sería utilizada para riego y para abastecer la alberca de la casa. En 1902 comenzó la construcción de la casa, para la cual el ingeniero Wulff diseñó una fachada ecléctica, inspirada en un castillo alemán con elementos neoclásicos. Para la construcción de ésta se utilizó cantera seleccionada y traída desde Durango. La casa fue concluida en 1905 y contaba con 15 estancias y un sótano; pisos de encino y azulejos italianos, canasta de lavandería que funcionaba a través de los cuartos de baño de la primera planta a la segunda y cisterna para asegurar el abastecimiento de agua. Fue una de las primeras casas en la ciudad cuyas recámaras principales contaban con guardarropas y lavamanos.
Fue habitada a finales de 1904 por la familia Wulff, pero en 1910 hasta que estalla la Revolución Mexicana y la familia Wulff abandona la ciudad. Entre 1910 y 1917 la casa es rentada al Gobierno de los Estados Unidos para usarla como consulado. En 1917 regresa la familia, hasta que en 1924 la venden.

## Patrimonio cultural de Torreón
El 25 de abril del año 1996 el ayuntamiento de Torreón publicó en la Gaceta Municipal el reglamento de protección y conservación de los edificios y monumentos que integran el patrimonio cultural de Torreón, Coah. En el artículo 4.º se enlistan los edificios y monumentos que por su valor artístico, arquitectónico e histórico integran el Patrimonio Cultural de Torreón. En la lista menciona a La Casa del Cerro, construida por el Ing. Federico Wulff 
Actualmente se usa como museo municipal: el Museo Casa del Cerro.

## Galería
|                                   |
| Detalles de la fachada de la casa |

|          |
| Cisterna |

|                      |
| Ruinas de la alberca |

|                                          |
| Vitral representando una flor de algodón |